# Село Геологов
Геологов (каз. Геологов) — упразднённое село в Кызылординской области Казахстана. Находилось в подчинении городской администрации Кызылорды. Входило в состав Талсуатского сельского округа. Код КАТО — 431046300. Упразднено в 2018 г.

## Население
В 1999 году население села составляло 460 человек (238 мужчин и 222 женщины). По данным переписи 2009 года, в селе проживало 476 человек (240 мужчин и 236 женщин).